# Xysmalobium podostelma
Xysmalobium podostelma är en oleanderväxtart som beskrevs av Rudolf Schlechter. Xysmalobium podostelma ingår i släktet Xysmalobium och familjen oleanderväxter. Inga underarter finns listade i Catalogue of Life.